# Maria Nemeth
Maria Nemeth (en hongarès: Németh Mária; 13 de març de 1897 - 28 de desembre de 1967) fou una soprano hongaresa, particularment associada amb el repertori italià, una de les principals sopranos dramàtiques del període d'entreguerres.

## Vida i carrera
Nemeth va néixer a Körmend. Va estudiar primer a Budapest amb Georg Anthes i Géza László, a Milà amb Giannina Russ, a Nàpols amb Fernando de Lucia i a Viena amb Kaschowska. Va fer el seu debut als escenaris a Budapest, com a Sulamith a Die Königin von Saba de Karl Goldmark, el 1923. 
Va ser la soprano estrella de l'Òpera de l'Estat de Viena del 1925 fins al 1946, i també va aparèixer a l'Opéra de París el 1928, com a Constanze a Die Entführung aus dem Serail, i a la Royal Opera de Londres, com a Turandot, el 1931.
La seva veu increïble i la tècnica notable la van habilitar a excel·lir en papers tant diversos com Constanze i Reina de la Nit, Amelia i Aida. Considerada la millor Donna Anna, Tosca, i Turandot del seu temps. També va cantar Wagner amb èxit, sobretot Brünnhilde.
Va morir a Viena. Németh és enterrada juntament amb el seu marit en una tomba honorífica al Döblinger Friedhof. La "Finestra Jägerstätter" a l'Església Votiva (Viena) va ser finançada amb la seva herència.

## Literatura
- Richard Bamberger, Ernst Bruckmüller, Karl Gutkas (Hrsg.): Österreich Lexikon. Bd. 2, Verlagsgemeinschaft Österreich-Lexikon, Wien 1995, ISBN 3-9500438-0-2, S. 100.
- Jürgen Kesting: Die grossen Sänger. Band 1, Hoffmann und Campe Verlag, Hamburg 2008, ISBN 978-3-455-50070-7
- R. Mancini, J-J. Rouveroux: Le guide de l'opéra, les indispensables de la musique. Fayard, Paris 1986, ISBN 2-213-01563-5.
- Alexander Rausch: Németh, Maria. In: Oesterreichisches Musiklexikon. Online-Ausgabe, Wien 2002 ff., ISBN 3-7001-3077-5; Druckausgabe: Band 3, Verlag der Österreichischen Akademie der Wissenschaften, Wien 2004, ISBN 3-7001-3045-7.
- Le guide de l'opéra, les indispensables de la musique, R. Mancini & J-J. Rouveroux, (Fayard, 1986), ISBN 2-213-01563-5